# Sex and Breakfast
Sex and Breakfast is een onafhankelijke zwarte komedie met in de hoofdrollen Macaulay Culkin, Eliza Dushku, Alexis Dziena en Kuno Becker. Het is de eerste film die Miles Brandman geregisseerd heeft.
Er is gefilmd gedurende september 2006. De première was op 30 november 2007 te Los Angeles. De dvd-uitgifte in de VS (door First Look Pictures) was op 22 januari 2008.

## Rolverdeling
| Acteur            | Personage      |
| ----------------- | -------------- |
| Macaulay Culkin   | James          |
| Kuno Becker       | Ellis          |
| Eliza Dushku      | Renee          |
| Alexis Dziena     | Heather        |
| Joanna Mile       | Dr. Wellbridge |
| Eric Lively       | Charlie        |
| Jaime Ray Newman  | Betty          |
| Anita Gnan        | Mickey         |
| Margaret Travolta | Gail           |